# Tiercé gagnant

Tiercé gagnant est une pièce de théâtre écrite en 1990, adaptée d'après John Chapman par Jean-Claude Islert et Stewart Vaughan, et mise en scène par Christopher Renshaw au théâtre de la Michodière (Paris).

## Synopsis
Henri de la Haie, colonel à la retraite, et sa femme Adrienne sont les nouveaux propriétaires d'un hôtel particulier, "Le Joyeux Ermite", situé dans la campagne d'Île-de-France, proche de Chantilly et de son hippodrome. Laure, leur fille, et Anna, la bonne maladroite et grossière, les accompagnent dans cette aventure.
Leurs premiers clients sont Frédéric Rapon, un faux propriétaire éleveur, accompagné de son majordome benêt Ange Pitou, deux escrocs venus pour truquer le tiercé. Épaulés par Antoine (dit Tony la frime), ils doivent remplacer Royal Dream, la jument anglaise favorite, par Douce lavande, une vieille tocarde qui lui ressemble. 
Les maladresses, quiproquos, et autres histoires sentimentales vont venir perturber leur plan.

## Fiche technique
- Auteur : John Chapman
- Adaptation : Jean-Claude Islert, Stewart Vaughan
- Mise en Scène : Christopher Renshaw
- Décors / Scénographie : Stéfanie Jarre
- Lumières : Laurent Béal
- Son : Gilbert Croiset
- Date et lieu d'enregistrement : 21 septembre 1990 au théâtre de la Michodière

## Distribution
- Bernard Dhéran : Colonel Henri de la Haie
- Pascale Roberts : Adrienne de la Haie
- Axelle Marine : Laure de la Haie
- Bunny Godillot : Anna Prevout
- Jacques Balutin : Frédéric Rapon, dit Frédo
- Michel Bonnet : Ange Pitou
- Étienne de Balasy : Julien Desbords
- Georges Blaness : Antoine, dit Tony la frime
- Gavin Muir : Alan Gloucester
- Jacqueline Doyen : Sergent Feu